# 相南街道
相南街道，是中华人民共和国安徽省淮北市相山区下辖的一个乡镇级行政单位。

## 行政区划
相南街道下辖以下地区：
桓潭社区、城里社区、海宫社区、春秋社区、梨园社区、相阳社区、西城社区、中城社区、杏林社区、启明社区、惠苑路社区和凯旋社区。